# 4Keus
 (mai 2021).
Si vous disposez d'ouvrages ou d'articles de référence ou si vous connaissez des sites web de qualité traitant du thème abordé ici, merci de compléter l'article en donnant les références utiles à sa vérifiabilité et en les liant à la section « Notes et références ».
 (mai 2025).
4Keus est un groupe de rap français, originaire de la cité des 4000 à La Courneuve, en Seine-Saint-Denis. Formé en 2015, il est produit par le label Wati B et se compose, à ses débuts, de 7 rappeurs. Le groupe se fait connaitre en 2017 avec leur  single titré O'Kartier c'est la hess, certifié single d'or. La même année, il se sépare en deux entités 4Keus et 4Keus Gang.

## Carrière

### Débuts (2015-2017)
Le groupe débutera sous le nom de 4Keus Gang en 2015. Il comptait initialement sept membres : Tiakola, Bné, Djeffi, HK, Bouska, Pekenio et Leblack. Les membres du groupe sont originaires de La Courneuve et le nom du groupe s'inspire de celui de leur cité, qui est la cité des 4000. Ils enregistrent un freestyle intitulé Y'a bourbier en studio et le publient sur YouTube avec les encouragements de leurs aînés, elle atteint les 20 000 vues. Ils créent leur chaîne YouTube le 28 novembre 2015. De 2018-2021, il se compose de quatre rappeurs : Tiakola, Bné, Djeffi et HK. Actuellement ils se composent de 7 membres : Tiakola, HK, Bné, Djeffi, Peke, Bouska et LeBlack
En mars 2016, le groupe sortira une mixtape nommé Vois t'a vu qui, produit par Ahmed « Mbo » Mchangama et son frère « Ben » dépasse le million de vues sur YouTube. Une mixtape homonyme sort en février 2017 sur le label MG Records.
En septembre 2017, le groupe annoncera une seconde mixtape Hors série volume 1 qui sortira en septembre 2017, où apparaitra la musique "O'Kartier C'est la Hess" qui compte actuellement plus de 150M de vue. Les membres du groupe financent alors l’acquisition d'un studio de musique, où ils invitent une quarantaine de camarades à leurs sessions d'enregistrement. La chanson est dédiée à une dizaine de « grands » de leur quartier, qui les ont encouragés à se lancer dans la musique. Aucun membre du groupe n'a l'intention de mettre la chanson en ligne, mais elle fuitera sur Snapchat et les grands demanderont sa publication. La musique sera certifiée single d'or la même année puis single de diamant aujourd'hui.
La mixtape Hors série vol. 1 inclut également comme "Flex" ou "Sprite".

### Chez Wati B (2017-)
Le groupe 4Keus signe chez Wati B en 2017. Quelques jours plus tard, le groupe se sépare pour former les groupes 4Keus et 4Keus Gang. Ils sortent deux clips avec deux identités différentes. 4Keus reste chez Wati B tandis que 4Keus Gang préfère Loud School. Leur séparation est un choix du label car certains n'étaient pas d'accord avec le contrat de Wati B. 4Keus composé de Tiakola, Bné et Djeffi, et 4Keus gang composé de Bouska, Pekenio, Leblack et HK (qui rejoindra plus tard les 4keus).
En janvier 2018, 4Keus, sortent le premier extrait de la mixtape La vie continue intitulé Extinction des feux qui explique la séparation. Cette chanson se veut une réponse aux accusations formulées par le 4Keus Gang dans la chanson Le temps passe. Deux mois plus tard, ils sortent le deuxième extrait de la mixtape, C'est Dieu qui donne, en featuring avec Sidiki Diabaté.
Le 15 mars 2018, HK, quitte le groupe 4Keus Gang, il décide de rejoindre 4Keus. Le lendemain, la mixtape La vie continue sort. 4Keus se produit sur la scène de la Cigale le 21 avril 2018. Le 14 mai, 4Keus sort le titre Mignon garçon en featuring avec Naza, Keblack et Dry qui devient un énorme succès faisant plus de 100 millions de vues sur YouTube,.
En juin 2018, Dj Babs sort le single Tout est bon en featuring avec 4Keus. Au cours de la Coupe du monde de football de 2018, les membres de l'équipe de France Benjamin Mendy, Paul Pogba ou encore Presnel Kimpembe chantent régulièrement la chanson en public, démocratisant la chanson.
Le 28 septembre 2018, 4Keus sort son premier album, À Cœur Ouvert. L'album inclut des collaborations avec S.Pri Noir, Melina et Hocine Staifi, avec un total de 16 titres. Le groupe annonce aussi un concert au Zénith Paris - La Villette tenu le 17 novembre 2018.
4Keus ne sort aucun projet en 2019 mais apparaît avec une série de musique,  Wakztoubi, et des featuring avec Naza, Still Fresh et La Synesia. En bas, le premier extrait de leur futur album Vie d'artiste, sort le 29 juillet 2019 en featuring avec Siboy.
Le 3 janvier 2020, 4Keus sort leur deuxième album studio Vie d'artiste. L'album inclut les featuring avec Niska et Siboy ainsi qu'un featuring avec Leto. Il se vend à 5257 exemplaires au cours de la première semaine d'exploitation notamment grâce à des titres comme  M.D et Paris la nuit.
Le 30 octobre 2020, 4Keus sort la réédition de leur album Vie d'artiste. Cette réédition est composée de 10 nouveaux sons en plus qui inclut des featurings avec Hornet La Frappe, Dadju, Alonzo et Landy.

## Discographie

### Mixtapes
- 2017 : Projet Favelas
- 2017 : Vois t'a vu
- 2017 : Hors série
- 2018 : La vie continue (4Keus)
- 2018 : Hors série, vol. 2 (4Keus Gang)

### Singles
- 2017 : O'Kartier C'est La Hess(O'KCLH)  Diamant
- 2017 : Dans La Gova
- 2018 : Belle Vie
- 2018 : Extinction des feux
- 2018 : C'est Dieu qui donne (feat. Sidiki Diabaté)
- 2018 : Je Pense
- 2018 : Meeting (feat. Q.E Favelas)
- 2018 : Mignon Garçon (feat. Naza, KeBlack et Dry)  Platine
- 2018 : Tout est bon (avec Dj Babs)
- 2018 : Moula
- 2018 : Petit à Petit
- 2018 : Lunettes Quartier
- 2018 : Fais Crier Le Pompe
- 2019 : Wakztoubi #1
- 2019 : Fusion
- 2019 : M'en aller
- 2019 : En bas (feat. Siboy)
- 2019 : Paris La Nuit  Or
- 2019 : Wakztoubi #2
- 2019 : Vie d'Artiste
- 2019 : M.D (Tiakola feat. Niska)  Diamant
- 2020: Toi ou moi
- 2020 : Wakztoubi #3
- 2020 : Focus
- 2020 : Tu nous connais
- 2020 : Sportback (feat. Hornet La Frappe)
- 2020 : C'est La Vie (feat.  Alonzo)
- 2021 : Charbon

### Apparitions
- 2017 : Driks feat 4Keus - C'est comment
- 2018 : 4000 Carats feat 4Keus - Coololé (sur la mixtape Diamant brut)
- 2018 : Dj Leska feat 4Keus et MC Emmm - Ratata (sur l'album Encore lui)
- 2018 : Q.E Favelas feat 4Keus - Facilité (sur la mixtape Bipolaire)
- 2019 : La Synesia feat 4Keus - CRCLR
- 2019 : Still Fresh feat 4Keus - Lesa (sur l'album Trapop 2)
- 2019 : Naza feat 4Keus - Million de dollars (sur l'album Bénef)
- 2020 : Brvmsoo feat 4Keus - Sale Boulot (sur la mixtape Boulevard de Pesaro)
- 2020 : S.Pri Noir feat 4Keus - Night and Day (sur l'album État d'esprit)
- 2020 : Oboy feat 4Keus - Meilleurs (sur l'album Mafana)
- 2020 : Key Largo feat 4Keus - M’en sortir (l'EP July Key)
- 2020 : Yaro feat 4Keus - La Galère (sur l'album La Spé)
- 2020 : Dinero feat 4Keus - Consommer (sur la mixtape Jeune O.G)
- 2020 : 100 Blaze feat 4Keus - Ganja
- 2020 : Darkoo feat 4Keus - Cindarella
- 2021 : Le S feat 4Keus - J'récupère (sur la mixtape Square bleu)
- 2021 : Mac Tyer feat 4Keus - Le prix (sur l'EP Noir II)
- 2021 : Al Patch feat 4Keus - Déconnecté